# Izbica Kujawska
Izbica Kujawska è un comune urbano-rurale polacco del distretto di Włocławek, nel voivodato della Cuiavia-Pomerania.
Ricopre una superficie di 132,05 km² e nel 2004 contava 8 056 abitanti.